# Osmolin (Mazovie)
Pour les articles homonymes, voir Osmolin.
Osmolin (prononciation : [ɔsˈmɔlin]) est un village polonais de la gmina de Sanniki dans le powiat de Gostynin de la voïvodie de Mazovie dans le centre-est de la Pologne.
Il se situe à environ 5 kilomètres au sud de Sanniki (siège de la gmina), 29 km au sud-est de Gostynin (siège du powiat) et à 80 km à l'ouest de Varsovie (capitale de la Pologne).
Le village possède approximativement une population de 570 habitants en 2006.

## Histoire
De 1975 à 1998, le village appartenait administrativement à la voïvodie de Płock.